# Pierre-qui-Vire (Colombe-lès-Vesoul)
Pour les articles homonymes, voir Pierre-qui-Vire.
La Pierre-qui-Vire est un dolmen situé sur le territoire de la commune de Colombe-lès-Vesoul, dans le département français de la Haute-Saône.

## Historique
Le dolmen est signalé en 1835 par Sucheaux et fouillé en 1946 par J. Collot, sans résultats. Grâce à l'action de la Société d’agriculture, sciences et arts de Vesoul, il fait l’objet d’un classement au titre des monuments historiques depuis le 24 août 1976.

## Description
Le dolmen est du type simple. Il se compose d'une chambre carrée de 1,25 mètre de côté, ouverte au nord-est, délimitée par trois orthostates. L'ensemble était recouvert par un tas d'épierrement, la seule partie visible du monument lors de sa découverte au XIXe siècle était la table de couverture, de forme circulaire (1,92 m de diamètre pour une épaisseur moyenne de 0,40 m). Cette forme circulaire, absolument atypique, ne correspond pas à la forme d'origine de la dalle. L'examen de la surface de la dalle indique qu'elle a été retaillée à une époque indéterminée pour en faire une meule dormante mais la dalle étant fissurée elle fut finalement abandonnée sur place.
La fouille pratiquée en 1946 et un sondage effectué en 1975 ont permis d'établir que la chambre funéraire avait été anciennement vidée.

## Folklore
Selon la légende, la dalle de couverture tournerait sur elle-même tous les cent ans.